# Radfernweg Berlijn-Kopenhagen
De Radfernweg Berlijn-Kopenhagen is een langeafstandsfietsroute in Duitsland en Denemarken. De route verbindt de hoofdstad Berlijn met de hoofdstad Kopenhagen. De gehele route is onderdeel van de EuroVelo EV7 Route van de Zon. Het traject is bewegwijzerd in twee richtingen.

## Traject
De route begint in Berlijn. In Berlijn kan de EV7 verder zuidwaarts worden gevolgd. Ook kan worden aangesloten op de EuroVelo EV2 Hoofdstedenroute en de D3 - Europafietsroute R1.
De route voert door het gebied van het Mecklenburger Merenplateau en gaat richting Oostzee. Aan de Oostzee in de stad Rostock kruist de route de EuroVelo EV10 Oostzeeroute, de EuroVelo EV13 IJzerengordijnpad en de D2 - Oostzeeroute. Het gehele Duitse deel van het traject is onderdeel van de D11 - Oostzee-Oberbayern.
Met de veerboot wordt overgestoken naar Denemarken. Vanaf Gedser maakt de route gebruik van de landelijke route N9 - Gedser-Helsingør en eindigt in Kopenhagen. De route voert hierbij over de Deense eilanden Falster, Møn en Seeland.
In eindpunt Kopenhagen kan de EV7 verder noordwaarts worden gevolgd. Ook kan worden gekozen voor de EV10 of de landelijke routes N2 - Hanstholm-Kopenhagen en N9 - Gedser-Helsingør.

## Aansluitingen met Europese routes
- Het gehele traject is onderdeel van de EuroVelo EV7 Route van de Zon.
- In Berlijn kan worden aangesloten op de EuroVelo EV2 Hoofdstedenroute.
- Tussen Nykøbing Falster en Bissinge en tussen Stege en Kopenhagen loopt de route parallel met de EuroVelo EV10 Oostzeeroute.

## Aansluitingen met andere routes
- Het gehele Duitse deel van het traject is onderdeel van de landelijke route D11 - Oostzee-Oberbayern.
- Het gehele Deens deel van het traject is onderdeel van de landelijke route N9 - Gedser-Helsingør.
- In Berlijn kan worden aangesloten op de D3 - Europafietsroute R1.
- Tussen Nykøbing Falster en Bissinge en tussen Stege en Gammel Kalvehave loopt de route parallel met de landelijke route N8 - Baltische Route.
- Tussen Køge tot Kopenhagen loopt de landelijke route N4 - Kopenhagen-Søndervig parallel met de route mee.
- Tussen Køge tot Kopenhagen loopt de landelijke route N6 - Esbjerg-Kopenhagen parallel met de route mee.
- In Kopenhagen kan worden aangesloten op de landelijke route N2 - Hanstholm-Kopenhagen.